# Китайські шовкові кури

Китайська шовкова — декоративна порода курей, родом з Китаю. Ця порода вважається досить давньою. Ще у XIII столітті Марко Поло писав про цих дивних курей. Спочатку на території Китаю їх розводили лише з декоративною метою.
У Європі шовкові кури почали з'являтися в XVIII столітті. Наприкінці XIX століття їх також завезли у США. Аристотель писав про цих птахів, як про “курей з котячою шерстю”. 

## Продуктивність
Півень важить 1,5 кг, курка — 1,1 кг. Несучість від 70 до 120 яєць, шкаралупа від кремового до світло-коричневого кольору. Маса яйця 35-45г.
Птахи китайської породи мають досить міцне тіло, вкрите пухом. Півні мають невелику головою з коротким дзьобом блакитного кольору. Бородавчастий гребінець має рожеве забарвлення, а чубчик злегка відкидається назад. Шия кремезна, хоч і коротка.

## Особливості породи
Відмінна риса — м'яке оперення, що нагадує хутро. 
Забарвлення оперення може бути різноманітним і має щонайменше 18 форм. Також існує голошийна форма породи.

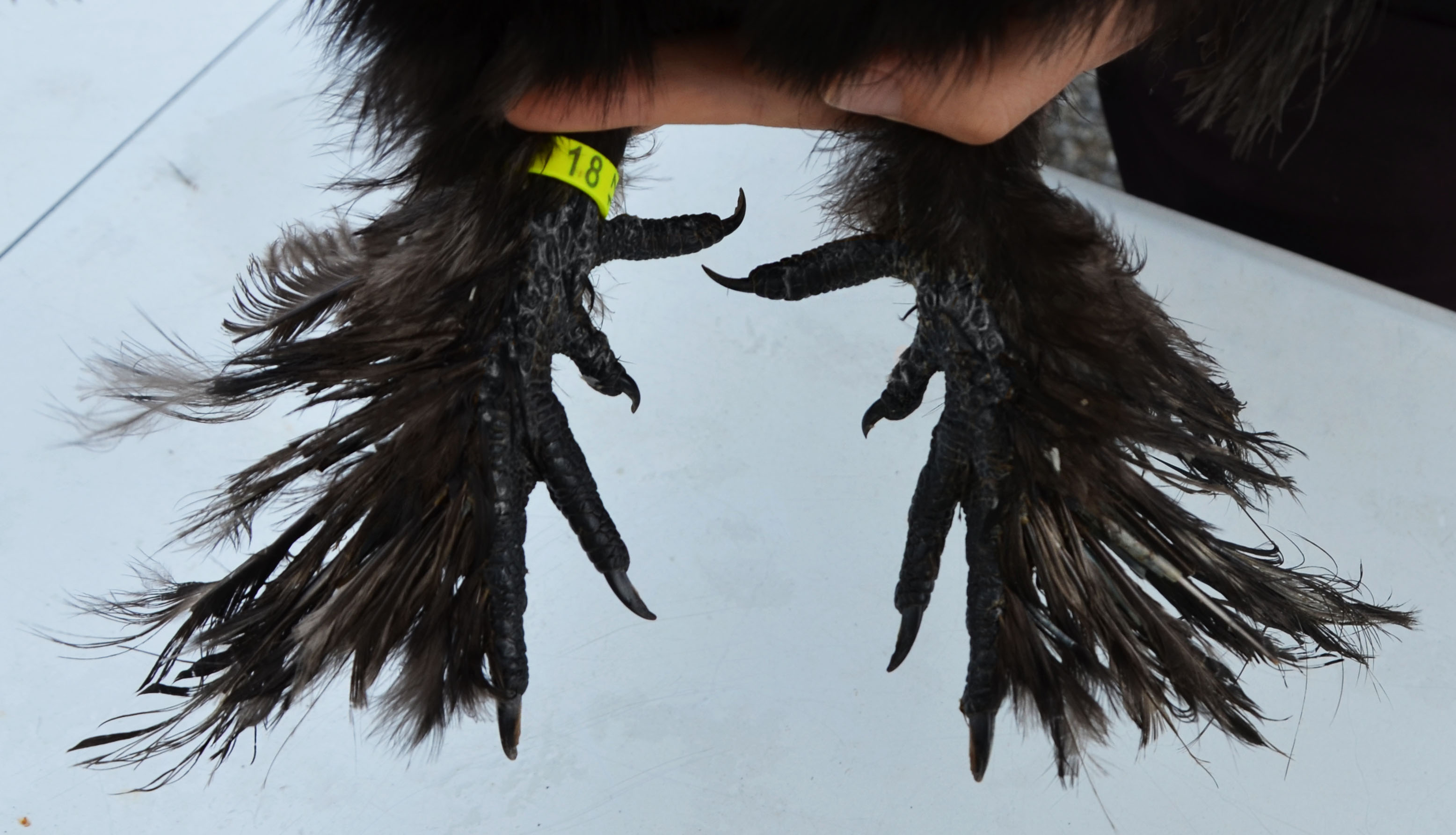
Пальці китайських курей

У Китаї ці птахи називаються "кури з воронячими кістками", оскільки вони мають чорні кістки, коричнево-чорну шкіру, сірувато-чорну м'язову масу. Це зумовлено проникненням природного пігменту еумеланіна в кістково-м'язові тканини.
Кури цієї породи мають п'ять чітко розділених пальців на ногах.
Оперення м'яке і шовковисте, більше нагадує вовняний або волосяний покрив хутрових звірів.

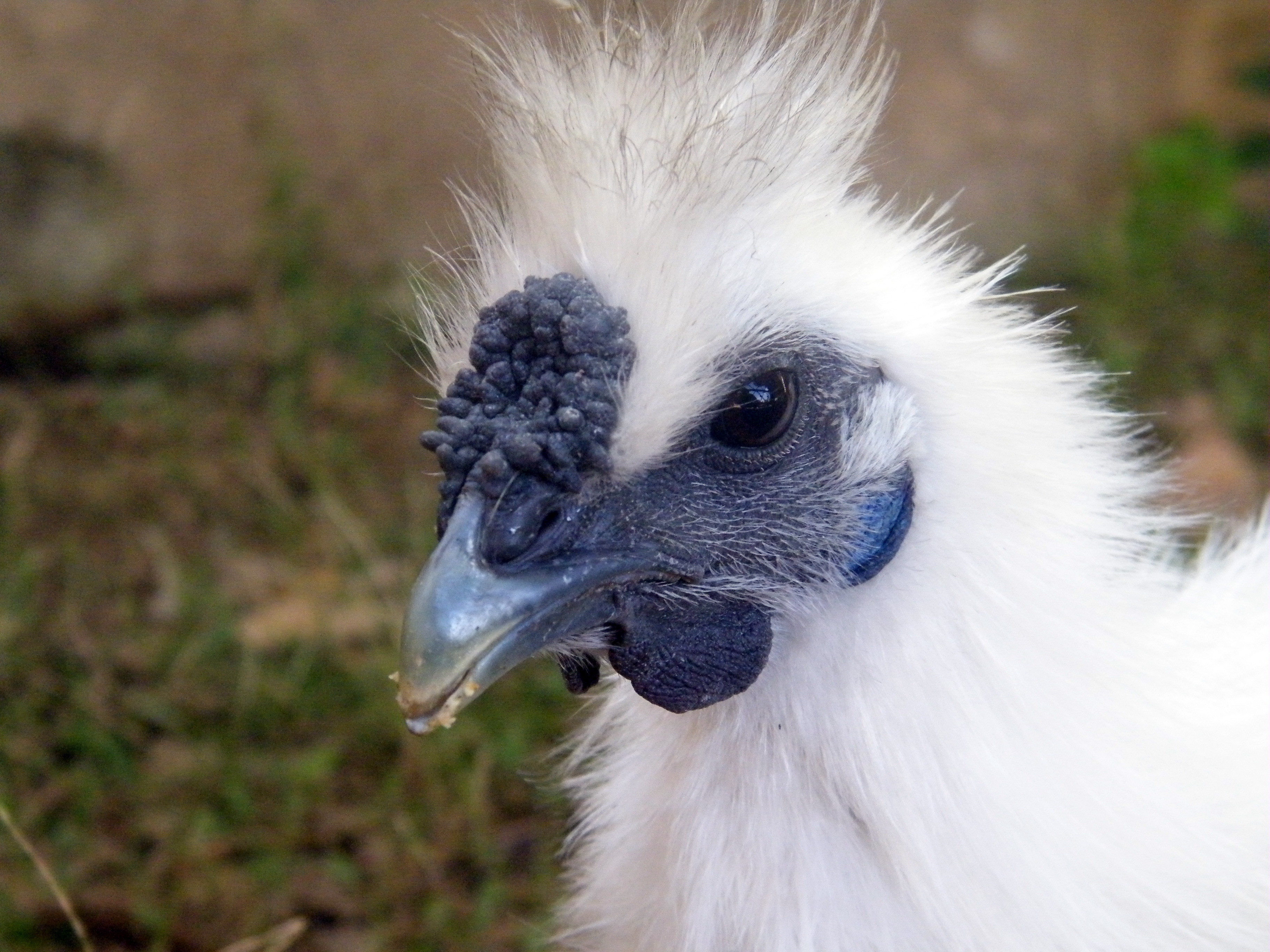
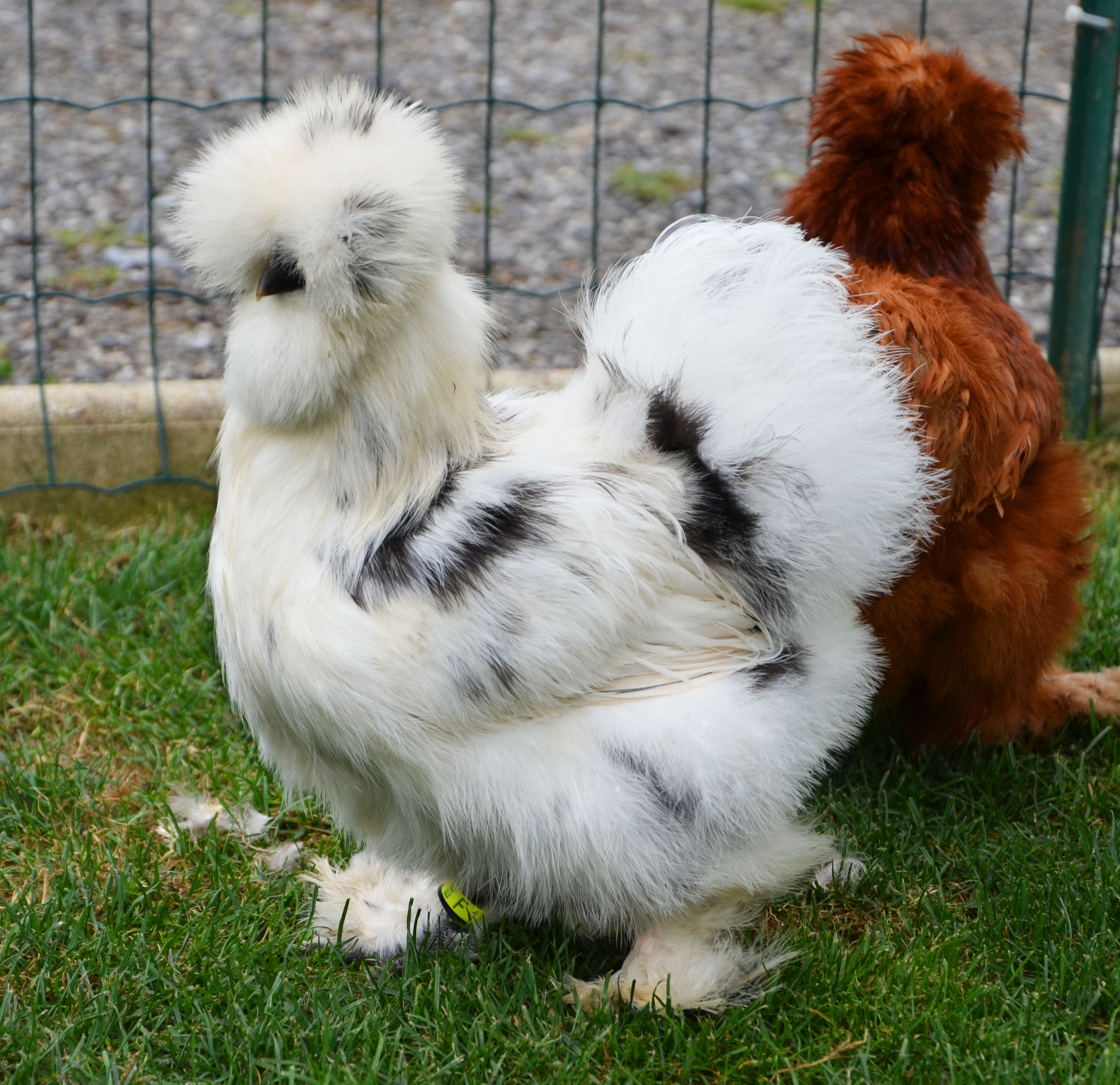
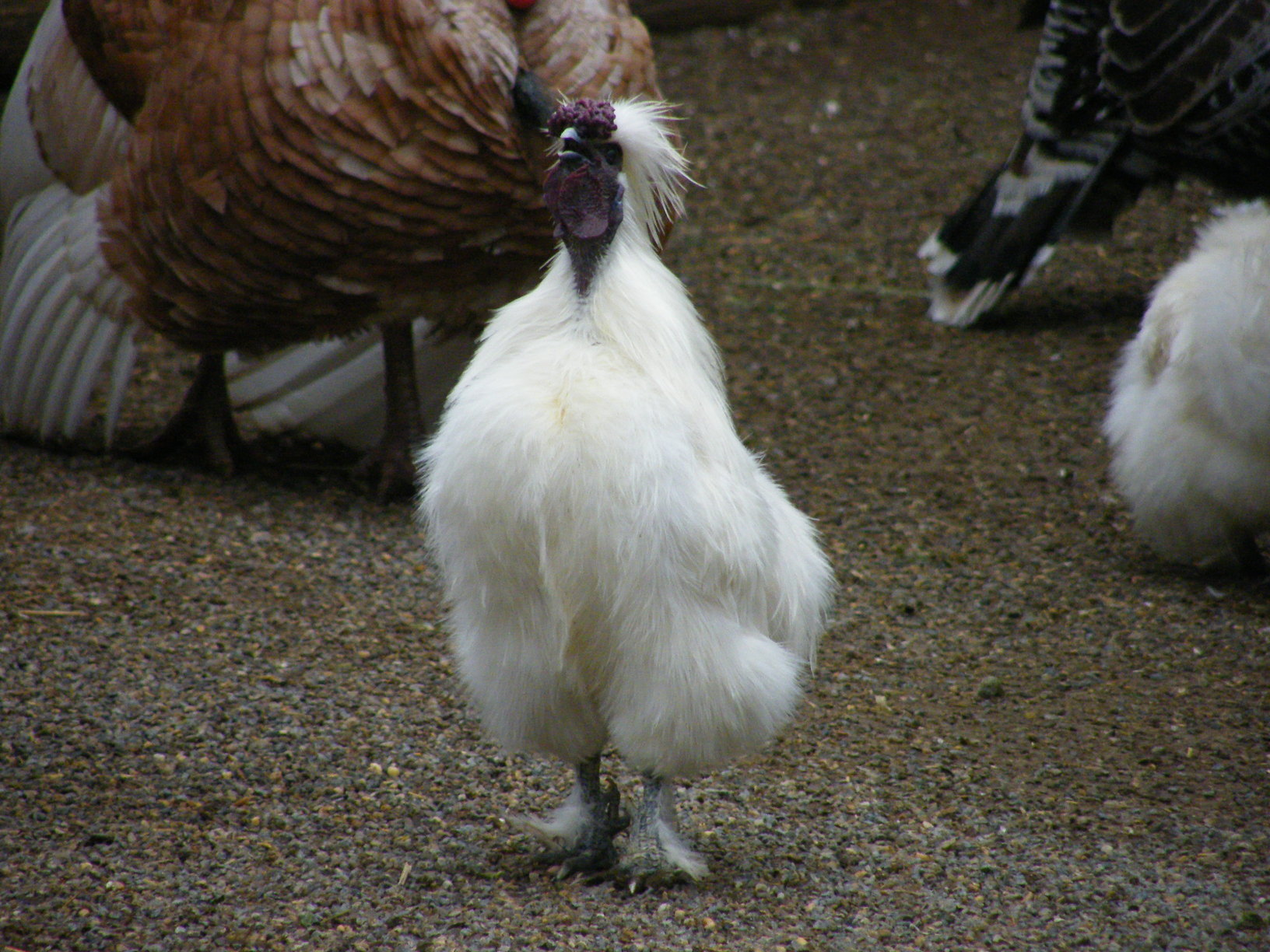
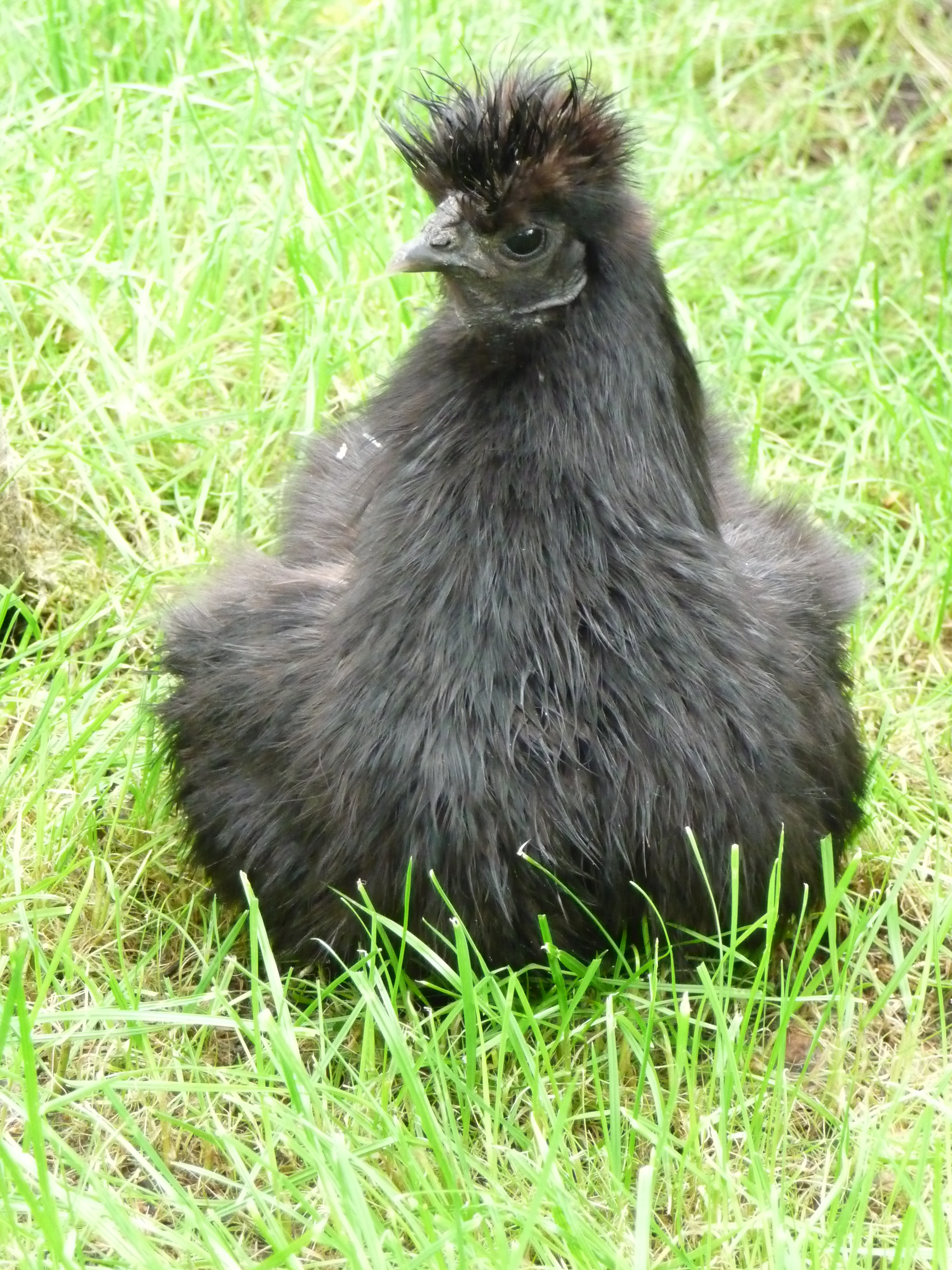